# Нонг Тум
Нонг Тум (тайск. น้องตุ้ม, настоящее имя Паринья Чароэнпхол — тайск. ปริญญา เจริญผล, известна также под именем Паринья Киатбусаба — тайск. ปริญญา เกียรติบุษบา; родилась в 1981 году) — экс-чемпионка по тайскому боксу, транс-женщина (катой), в настоящее время работает актрисой и моделью.

## Биография
Нонг Тум (Паринья Чароэнпхол) родилась в Таиланде, в бедной семье, вынужденной часто переезжать по стране с одного места на другое в поисках работы. В конечном счете их семья поселилась в районе Чиангмай, где её мать ухаживала за фруктовым садом.
Нонг Тум с детства отличалась склонностью к женской гендерной роли, любила одеваться в женскую одежду и использовать косметику.
Начальное образование получила в буддийском монастыре, где жила некоторое время, когда её родителям было трудно прокормить семью. В этот период, навещая родных, она делилась с ними полученной там едой. Вернувшись в семью, Нонг Тум часто вместе с отцом ходила смотреть на бои по тайскому боксу, проводившиеся на деревенской ярмарке. Вскоре Нонг Тум пошла в профессиональный тайский бокс, чтобы поддержать семью материально и в надежде когда-нибудь заработать денег на операцию по коррекции пола. В молодой Нонг Тум сразу же был замечен бойцовский талант.
Национальную известность Нонг Тум приобрела в феврале 1998 года, после того как она одержала сенсационную победу в своём первом поединке в Бангкоке, где выступала на ринге с макияжем и неизменно одерживала победы. Это вызвало широкий общественный резонанс. До этого случая правительство Таиланда, боясь за репутацию страны, несколько ограничивало участие катоев в спорте. Например, в 1996 году волейбольная команда гомосексуалов и катоев «Железные леди» победила в национальном первенстве, но им запретили участие в национальной сборной. Однако необычная ситуация привлекла большое внимание к Нонг Тум, её выступления собирали много народу, и решено было её оставить.
Несмотря на стройную фигуру, Нонг Тум имела достаточно мускулистое тело и при росте 170 см весила 64 кг, что помещало её в довольно тяжелую весовую категорию по тайским стандартам. Наблюдатели отмечали большое разнообразие используемых ею приемов, быстроту и силу ударов. За свою спортивную карьеру Нонг Тум выиграла 20 матчей, в 18 из которых нокаутировала соперников-парней. Среди побежденных были более старшие и мускулистые кикбоксеры (в том числе 19-летний датский боксер Dennis Koebke). В 1999 году она участвует также в необычном поединке против японской рестлерши Кёко Иноуэ, в котором легко одерживает победу. В результате данного состязания она становится знаменитой на всю Японию.
Однако вследствие начатой гормональной терапии тело Нонг Тум стало изменяться, становясь всё более женственным. Увеличилась грудь, возрастал вес, и в 1999 году (в возрасте 18 лет) она уходит из профессионального спорта и делает операцию по коррекции пола. Она начинает петь, сниматься в кино, работает моделью.
По мотивам жизни Нонг Тум в 2003 году был снят биографический фильм «Прекрасный боксёр», получивший несколько наград.
В 2006 году она возвращается на бойцовский ринг и участвует в ряде спецбоёв. Кроме того, в том же 2006 году она снялась в таиландском художественном фильме «Ртуть».
Нонг Тум растит приёмного ребёнка — дочь Насару.

## Гендерная идентичность и взаимоотношения с окружающими
Нонг Тум с 7 лет начала тайком пользоваться косметикой и украшениями старшей сестры. Через несколько лет она стала появляться в таком виде и в школе. За это она нередко подвергалась насмешкам, порой приходилось драться. Её за такое поведение, за что Нонг Тум была им благодарна — как тогда, так и впоследствии. Иногда они подшучивали над «девичьими» поступками «сына», но не кричали и не злились на неё. В матери она видела пример для подражания. «Мои родители принимали меня, а прочее не имело значения».
Когда Нонг Тум начала посещать тренировки по тайскому боксу, там поначалу не знали про её женскую идентичность. Когда же это выяснилось, тренер сам предложил Нонг Тум пользоваться макияжем и на соревнованиях. Это повысило интерес публики к её выступлениям и придало ей большую уверенность в себе на ринге. Бойцовские умения положили конец и попыткам травли со стороны сверстников. Как она выразилась, «если кто-то дразнит меня, то лишь один раз».
Однако психологические проблемы возникали и на ринге. «Трудно сражаться против красивых мужчин. Хочется обнять их и поцеловать» — заметила она. Она приобрела дополнительную и даже скандальную славу, когда, будучи в женском макияже, после поединка поцеловала побежденного соперника. Она повторяла это и снова после других поединков. «Чувствуя, как женщина, очень трудно сражаться, как мужчина. Ты — женщина, делающая самое мужское дело. Когда мужчины сражаются с другими мужчинами — это иначе, чем когда они сражаются со мной и проигрывают. И это очень затрудняло им борьбу. Их ругали тренеры. Их знакомые говорили им, чтобы они прекратили биться, раз они проиграли трансвеститу. Им казалось, будто я меньше них. Вот почему я целовала противников, которых я побеждала. Когда я выигрывала, я могла увидеть, что мой противник подавлен. Я словно поднимаюсь до него, извиняюсь и целую его в щеку. И я извинялась искренне. Я целовала их не потому, что относилась к ним как к „милашкам“» — объясняла она позже свои поступки.
Известие о хирургической смене пола и уходе Нонг Тум из профессионального спорта вызвало недоумение и огорчение среди её приятелей-боксеров. Она всем отвечала, что не хочет больше сражаться и желает стать женщиной полностью. «Я осознала, что пришла пора, я выглядела всё более и более как женщина. Почему я должна терпеть дальше этот образ жизни? Я терпела его все свои 17 лет».
Нонг Тум принимала активное участие в съемках фильма «Прекрасный боксер», помогая создателям картины восстанавливать на экране подробности своей биографии. Этот фильм и его большую популярность она считает «величайшим подарком для меня — большим, чем когда я сражалась на ринге и выигрывала чемпионаты. Люди узнают меня лучше, а главное, поймут меня лучше — почему я делала то, что делала. Поймут, что я была просто другим человеком — другим ребенком со своей мечтой, не только для себя, но и для моей семьи… Должно быть, мои родители были очень горды мной».
Несмотря ни на что, по документам Нонг Тум вынуждена оставаться мужчиной, так как тайские законы не позволяют утвердить смену пола официально.
Согласно интервью 2006 г., у Нонг Тум есть бойфренд.